# Barjeel Tower
La Barjeel Tower est un gratte-ciel situé au Qatar.
Il fut terminé en 2009, et mesure 254 mètres pour 64 étages.